# Julita Palmada
Julita Palmada (Buenos Aires, Argentina; 25 de mayo de 1910 - Ibídem; 1961) fue una actriz argentina de amplia trayectoria.

## Biografía
Julita Palmada -Julia Giuliano- fue una actriz argentina de radioteatro. Hijastra del cómico catalán don José Palmada, primer actor director del Teatro de Mayo. Casada con el violinista Luis Rossetti (1899). Se conocieron en Chile donde tuvieron dos hijas: Rita Natalia Rossetti (1927) y Ana Luisa Rossetti (1928).

## Radio
En 1938 Julita Palmada encabezó junto con Adolfo Matozzi la obra de radioteatro de Radio Mitre titulada El linyera de aquella noche. Ésta fue dirigida por Gregorio Cicarelli. El resto del elenco estuvo conformado por Gladys Maisonave, Domingo Sapelli y el popular "Bolazo".